# Porozumienie waszyngtońskie
Porozumienie waszyngtońskie – układ pokojowy zawarty 18 marca 1994 r. podczas wojny w Bośni, gwarantujący zawieszenie broni pomiędzy bośniackimi Chorwatami i Republiką Chorwacji a Bośnią i Hercegowiną, kończący wojnę chorwacko-bośniacką. Podpisany został w Waszyngtonie oraz Wiedniu przez premiera Bośni Harisa Silajdžicia, ministra spraw zagranicznych Chorwacji Mate Granicia oraz prezydenta Chorwackiej Republiki Herceg-Bośni, Krešimira Zubaka. Zgodnie z postanowieniami, terytorium zajęte przez połączone siły Bośniaków i bośniackich Chorwatów zostało podzielone na autonomiczne kantony, które wspólnie utworzyły Federację Bośni i Hercegowiny.
Porozumienie de facto trwale potwierdziło jedynie zawieszenie broni i konstytucję bośniacką. Nie wdrożono wszystkich jego postanowień (m.in. konfederacji Chorwacji z Federacją Bośni i Hercegowiny). Wiele z nich zostało uaktualnionych później na mocy układu pokojowego w Dayton.

## Postanowienia[1]
- Porozumienie dotyczące zakończenia działań wojennych na terenie Federacji.
- Projekt konstytucji Federacji Bośni i Hercegowiny:
  - System parlamentarno-gabinetowy,
  - Decentralizacja władzy, zapewnienie kantonom autonomii,
  - Armia wspólna dla całej Federacji.
- Wstępne porozumienie odnośnie do projektu konfederacji Republiki Chorwacji z Federacją Bośni i Hercegowiny.
- Zagwarantowanie przestrzegania praw człowieka:
  - Repatriacja uchodźców wojennych,
  - Zwrot obywatelom majątków zagrabionych w czasie wojny,
  - Ustanowienie w Federacji specjalnego trybunału ds. praw człowieka.